# Vangs kommun
Vangs kommun (norska: Vang kommune) är en kommun i Innlandet fylke i Norge. Kommunens centralort är tätorten Vang (även kallad Grindaheim), som ligger längs Europaväg 16 med Filefjell i väster, Jotunheimen i norr och Hemsedal i söder.

## Administrativ historik
Vangs kommun bildades på 1830-talet samtidigt med flera andra norska kommuner.
1882 överfördes ett område med 31 invånare till Øystre Slidre kommun.

## Tätorter
I Vangs kommun finns en tätort:
- Vang (centralort)

## Socknar
Inom Norska kyrkan är Vangs kommun indelad i fyra socknar:
- Heensåsens socken
- Høre socken
- Vangs socken
- Øye socken

Socknarna ingår i Valdres prosteri i Hamars stift.

## Sevärdheter
- Öyes stavkyrka (kyrkan dateras till 1100-talets andra hälft)[9]
- Höre stavkyrka (byggd 1180)[10]
- Vangs stavkyrka (står i dag i Karpacz i Karkonoszebergen, vilket är en del av landskapet Śląsk i Polen)[11]
- Vangstenen (en runsten utanför Vangs kyrka)[12]
- Sankt Thomaskyrkan på Filefjell (invigd 1162)[13]
- Leinekvernene (på nordsidan av Vangsmjøse)[14]
- Ryfossen[15]

## Bilder

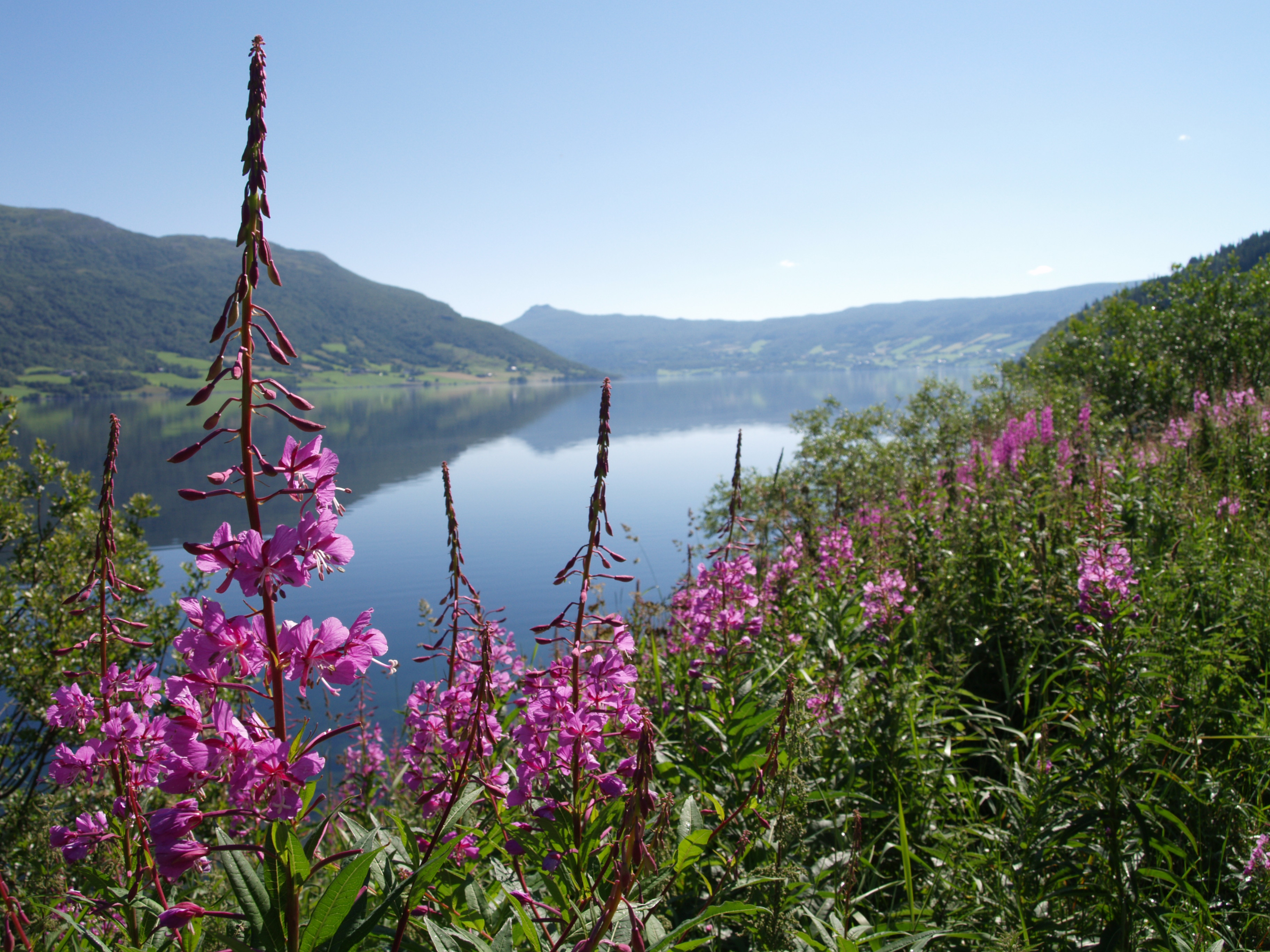
Utsikt över sjön Vangsmjøse med Vang långt bak till höger.
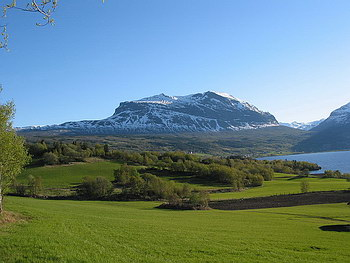
Grindafjellet.